# Décès en mars 2008
Décès
- 2004
- 2005
- 2006
- 2007
- 2008
- 2009
- 2010
- 2011
- 2012

Pour une information complémentaire, voir la page d'aide.

## Mars 2008
(août 2009).
Si vous disposez d'ouvrages ou d'articles de référence ou si vous connaissez des sites web de qualité traitant du thème abordé ici, merci de compléter l'article en donnant les références utiles à sa vérifiabilité et en les liant à la section « Notes et références ».
| Date                     | Nom                                    | Activités | Âge                  |           |
| ------------------------ | -------------------------------------- | --- | -------------------- | --------- |
| 1er mars                 | Charles Madic                          | Scientifique français, spécialiste du retraitement des matières radioactives. | 65                   |           |
| 1er mars                 | Michel Bavastro                        | Journaliste français. Un des fondateurs du quotidien Nice-Matin en 1945 et son PDG durant 47 ans. | 101                  |           |
| 1er mars                 | Jeff Healey                            | Guitariste canadien. | 41                   | (en)      |
| 1er mars                 | Raúl Reyes                             | guérillero colombien « Numéro 2 » des FARC. | 59                   | (es)      |
| 2 mars                   | Edith Reffet                           | Écrivaine française. | 84                   |           |
| 2 mars                   | Paul Raymond                           | Éditeur et homme d'affaires britannique. | 82                   | (en)      |
| 2 mars                   | Emmanuel Brouillard                    | Écrivain français. | 44                   |           |
| 2 mars                   | Carl Hoddle (en)                       | Footballeur britannique. | 40                   | (en)      |
| 2 mars                   | Jules Perahim                          | Artiste peintre français d'origine roumaine. | 93                   |           |
| 3 mars                   | Annemarie Renger                       | Femme politique allemande | 88                   | (de)      |
| 3 mars                   | Maria Gabriela Llansol                 | Écrivaine et traductrice portugaise. | 76                   | (en)      |
| 3 mars                   | Josette Coras                          | Artiste peintre, graveuse et dessinatrice française. | 81                   |           |
| 3 mars                   | Norm O'Neill                           | Joueur de cricket international australien. | 71                   | (en)      |
| 3 mars                   | Norman Smith                           | Musicien britannique. | 85                   | (en)      |
| 3 mars                   | Giuseppe Di Stefano                    | Ténor italien. Partenaire de Maria Callas. | 86                   | (en)      |
| 3 mars                   | Lucien Steinberg                       | Historien et journaliste français. | 81                   |           |
| 3 mars                   | Hans-Rudolf Nebiker                    | Homme politique suisse. | 78                   | (de)      |
| 3 mars                   | Malcolm McKenna                        | Paléontologue américain. | 77                   | (en)      |
| 4 mars                   | George Walter                          | Homme politique, premier ministre d'Antigua-et-Barbuda de 1971 à 1976. | 79                   | (en)      |
| 4 mars                   | Élena Nathanaíl                        | Actrice grecque. | 61                   | Modèle:Gr |
| 4 mars                   | Erwin Ballabio                         | Footballeur, entraineur et sélectionneur Suisse. | 89                   | (de)      |
| 4 mars                   | Gary Gygax                             | Romancier américain et créateur de Donjons et Dragons. | 69                   |           |
| 4 mars                   | Jocelyne Henry                         | Footballeuse international française. | 53                   |           |
| 4 mars                   | Leonard Rosenman                       | Compositeur américain. | 83                   |           |
| 4 mars                   | Óscar Gómez Sánchez                    | Footballeur péruvien. | 73                   | (es)      |
| 5 mars                   | Fidelis Wainaina                       | Militante kenyane. | 46                   | (en)      |
| 5 mars                   | George Goodheart                       | Chiropracteur américain. | 89                   | (en)      |
| 5 mars                   | Bernard Antoinette                     | Footballeur international français. | 93                   |           |
| 5 mars                   | Derek Dooley                           | Footballeur et dirigeant sportif britannique. Ancien président de Sheffield United. | 78                   | (en)      |
| 5 mars                   | Nader Khalili                          | Architecte, professeur d'université américain. | 72                   | (en)      |
| 5 mars                   | Joseph Weizenbaum                      | Informaticien germano-américain et professeur émérite. | 85                   | (en)      |
| 6 mars                   | Malvin Wald                            | Scénariste américain. | 90                   | (en)      |
| 6 mars                   | Lili Boniche                           | Chanteur français, juif d'Algérie, de musique arabo-andalouse. | 86                   |           |
| 6 mars                   | Michel Debet                           | Homme politique français. Député PS de Dordogne depuis 2007. | 63                   |           |
| 6 mars                   | Peter Poreku Dery                      | Cardinal ghanéen, archevêque émérite de Tamale. | 89                   | (en)      |
| 6 mars                   | Marcel Dupont                          | Coureur cycliste belge. | 90                   |           |
| 6 mars                   | Gustaw Holoubek                        | Acteur de théâtre et de cinéma, réalisateur et homme politique polonais. | 84                   | (pl)      |
| 6 mars                   | Stanislav Konopásek                    | Joueur tchécoslovaque de hockey sur glace. | 84                   |           |
| 6 mars                   | Patrick Dulphy                         | Auteur-compositeur, guitariste français. | 58                   |           |
| 7 mars                   | Joanna Richardson                      | Écrivaine, traductrice, et journaliste britannique. | 82                   | (en)      |
| 7 mars                   | Luisa Isabel Álvarez de Toledo y Maura | 21e duchesse de Medina Sidonia,écrivaine, activiste et historienne espagnole. | 71                   | (es)      |
| 7 mars                   | James Coignard                         | Artiste peintre, graveur et sculpteur français. | 82                   |           |
| 7 mars                   | Leonardo Costagliola                   | Footballeur et entraîneur de football italien. | 86                   |           |
| 7 mars                   | Francis Pym                            | Ministre des affaires étrangères britannique de 1982 à 1983. | 86                   | (en)      |
| 7 mars                   | Isaías Carrasco                        | Homme politique basque. | 41                   | (es)      |
| 7 mars                   | David Gale                             | Mathématicien, économiste américain. | 86                   | (en)      |
| 7 mars                   | Jean Laurain                           | Homme Politique français. | 87                   |           |
| 8 mars                   | Donald C. MacDonald                    | Homme Politique canadien. | 94                   | (en)      |
| 8 mars                   | Marc Saltet                            | Architecte français. | 101                  |           |
| 8 mars                   | Colette Bergé                          | Actrice française. | 66                   |           |
| 8 mars                   | José Ignacio Tellechea Idígoras        | Historien, théologien et homme d'Église espagnol. | 79                   | (es)      |
| 8 mars                   | Diomède Catroux                        | Homme Politique français. | 91                   |           |
| 8 mars (date incertaine) | Paulos Faraj Rahho                     | Prélat catholique chaldéen Irakien. | 65                   |           |
| 9 mars                   | Sami El Maghribi                       | Chanteur et musicien judéo-marocain. | 86                   |           |
| 10 mars                  | William Richard Bradford               | Tueur en série américain. | 60                   | (en)      |
| 10 mars                  | Richard Biegenwald                     | Tueur en série américain. | 67                   | (en)      |
| 10 mars                  | Dennis Irwin                           | Contrebassiste, grand musicien de jazz américain. | 56                   | (es)      |
| 10 mars                  | Maurice Lombard                        | Homme politique français. | 86                   |           |
| 11 mars                  | Raymond Réjaud                         | Homme politique français. | 93                   |           |
| 11 mars                  | Oreste Carpi                           | Artiste peintre, dessinateur, graveur et céramiste italien. | 86                   |           |
| 11 mars                  | Edoardo Luciani                        | Homme politique italien. Jeune frère du pape Jean Paul Ier. | 91                   |           |
| 11 mars                  | Adam Rayski                            | Résistant français et historien. | 95                   |           |
| 11 mars                  | Yves Bayard                            | Architecte français. | 72                   |           |
| 11 mars                  | Iñaki Pérez Beotegi                    | Membre de l'ETA et homme politique basque | 59                   | (es)      |
| 11 mars                  | Phyllis Spira                          | Danseuse de ballet sud-africaine. | 64                   | (en)      |
| 12 mars                  | Erwin Geschonneck                      | Acteur est-allemand. | 101                  | (de)      |
| 12 mars                  | Menchu Gal                             | Artiste peintre espagnole. | 90                   |           |
| 12 mars                  | Károly Németh                          | Homme politique hongrois. Président de la République hongroise du 25 juin 1987 au 29 juin 1988. | 85                   | (hu)      |
| 12 mars                  | Lazare Ponticelli                      | dernier poilu français. | 110                  |           |
| 13 mars                  | Martha Biilmann                        | Pelletière groenlandaise. | 87                   | (da)      |
| 13 mars                  | Joseph Belmont                         | Architecte français. | 79                   |           |
| 14 mars                  | Chiara Lubich                          | Militante catholique Italienne. | 88                   | (it)      |
| 14 mars                  | Pierre Mamie                           | Évêque suisse. | 88                   | (de)      |
| 15 mars                  | Ken Reardon                            | Joueur de hockey sur glace canadien. Ancien joueur des Canadiens de Montréal. | 86                   | (en)      |
| 15 mars                  | Mikey Dread                            | Chanteur, producteur de musique, animateur de télévision jamaïcain. | 53                   | (en)      |
| 15 mars                  | Sarla Thakral                          | Aviatrice, artiste peintre et femme d'affaires indienne. | 94                   | (en)      |
| 16 mars                  | Bernard Rahis                          | Footballeur international français. | 75                   |           |
| 16 mars                  | Daniel MacMaster                       | Musicien de Hard Rock canadien. | 39                   | (en)      |
| 16 mars                  | Laure                                  | Chef de l’Église orthodoxe russe à l’étranger. | 80                   | (sl)      |
| 16 mars                  | Anura Bandaranaike                     | Homme politique sri lankais. | 59                   | (en)      |
| 16 mars                  | Ola Brunkert                           | Batteur, musicien suédois additionnel du groupe ABBA. | 62                   |           |
| 16 mars                  | Ivan Dixon                             | Acteur américain. Sergent James Kinchloe, dit "Kinch", dans la série Papa Schultz. | 77                   | (en)      |
| 16 mars                  | George David Low                       | Astronaute américain. | 52                   | (en)      |
| 16 mars                  | Philippe Pinchemel                     | Géographe français. | 84                   |           |
| 16 mars                  | Bob Purkey (en)                        | Joueur de baseball américain. | 78                   | (en)      |
| 16 mars                  | Bill Brown                             | Joueur australien de Cricket. | 95                   | (en)      |
| 17 mars                  | Fred Bourguignon                       | Artiste peintre et poète français. | 91                   |           |
| 17 mars                  | Claude Farell                          | Actrice autrichienne. | 89                   | (de)      |
| 17 mars                  | Claus Luthe                            | Designer automobile allemand. | 75                   |           |
| 18 mars                  | Michiel Maertens                       | Homme politique Belge. | 69                   | (nl)      |
| 18 mars                  | Yves Devraine                          | Scénographe et muséographe français. | 68                   |           |
| 18 mars                  | Philip Jones Griffiths                 | Photographe britannique d'origine galloise. L'un des grands photographes de guerre, membre de l'agence Magnum, rendu célèbre par sa couverture de la guerre du Viêt Nam.                                           | 72                   |           |
| 18 mars                  | Anthony Minghella                      | Réalisateur, scénariste, producteur et acteur britannique. | 54                   |           |
| 19 mars                  | Arthur C. Clarke                       | Auteur de science-fiction britannique (2001, l'odyssée de l'espace). | 90                   | (en)      |
| 19 mars                  | Hugo Claus                             | Écrivain et dramaturge belge d'expression néerlandaise. | 78                   |           |
| 19 mars                  | Mia Permanto (en)                      | Chanteuse pop finlandaise. | 19                   | (fi)      |
| 19 mars                  | Paul Scofield                          | Acteur britannique. | 86                   |           |
| 19 mars                  | Édouard Tribouillard                   | Écrivain et journaliste français. | 87                   |           |
| 20 mars                  | Carlos Galvão de Melo                  | Militaire et Homme politique portugais, membre de la Junta de Salvação Nacional. | 86                   | (pt)      |
| 20 mars                  | Eric Ashton                            | Joueur de rugby à XIII britannique. | 73                   | (en)      |
| 20 mars                  | Alexandru Custov (en)                  | footballeur roumain. Ancien joueur du Dynamo Bucarest. | 53                   | (ro)      |
| 20 mars                  | John Willem Gran                       | Homme d'Église norvégien. Archevêque catholique d'Oslo de 1964 à 1983. | 87                   |           |
| 20 mars                  | Paul Scofield                          | Acteur britannique. | 86                   | (en)      |
| 20 mars                  | Helmut Pampuch                         | Chanteur d'opéra, ténor allemand. | 68                   | (de)      |
| 21 mars                  | John List                              | Criminel américain. | 82                   | (en)      |
| 21 mars                  | Klaus Dinger                           | Batteur du groupe allemand de musique électronique Kraftwerk. | 61                   | (es)      |
| 21 mars                  | Jean-Noël Dupré                        | Chanteur, auteur-compositeur français. | 62                   |           |
| 21 mars                  | Gabriel París Gordillo                 | Militaire et homme politique colombien. Président de la Colombie de 1957 à 1958. | 98                   | (es)      |
| 21 mars                  | Guillermo Jullian                      | Architecte chilien. | 77                   |           |
| 21 mars                  | Raymond Leblanc                        | fondateur des éditions du Lombard et créateur du Journal de Tintin. | 92                   |           |
| 21 mars                  | Maurice Maréchal                       | Scénariste, dessinateur et coloriste belge. | 85                   |           |
| 21 mars                  | Merv Wallace (en)                      | Joueur de cricket néo-zélandais. Capitaine de l'équipe nationale en 1952–1953. | 91                   |           |
| 21 mars                  | Denis Cosgrove                         | Géographe britannique. | 59                   | (en)      |
| 21 mars                  | Sofia Ionescu                          | Neurochirurgienne roumaine. | 87                   | (ro)      |
| 22 mars                  | Israël "Cachao" López                  | Musicien cubain, considéré comme l'un des créateurs du mambo. | 89                   |           |
| 22 mars                  | Adolfo Antonio Suárez Rivera           | Cardinal mexicain. Archevêque de Monterrey de 1983 à 2003. | 81                   | (es)      |
| 22 mars                  | Arne Skarpsno                          | Philanthrope norvégien. Connu comme le « Père des enfants des rues », pour avoir passé de longues années de sa vie comme volontaire parmi les sans-abri, les personnes ayant des problèmes sociaux et les drogués. | 81                   |           |
| 22 mars                  | Andrzej Wyczański                      | Historien et universitaire polonais. | 86                   |           |
| 23 mars                  | Leonhard Reinirkens                    | Écrivain allemand. | 83                   |           |
| 23 mars                  | Roger Armengaud                        | Historien et archéologue français. | 82                   |           |
| 23 mars                  | Georges-Théodule Guilbaud              | Mathématicien français. | 95                   |           |
| 23 mars                  | Philippe Joudiou                       | Photographe, auteur, illustrateur français. | 85                   |           |
| 23 mars                  | Alina Margolis-Edelman                 | Médecin juive polonaise, pédiatre et militante des droits de l'homme. | 85                   | (pl)      |
| 24 mars                  | Neil Aspinall                          | Ami des Beatle et directeur général de leur compagnie Apple. | 66                   | (en)      |
| 24 mars                  | Rafael Azcona                          | Scénariste, réalisateur et acteur espagnol. | 81                   | (es)      |
| 24 mars                  | Janusz Kosiński                        | Journaliste et critique musicale polonais. | 63                   | (pl)      |
| 24 mars                  | Carl Obenland                          | Artiste peintre allemand de paysages et de portraits. | 100                  |           |
| 24 mars                  | Bernard Outin                          | Ancien député et ancien maire français de Firminy. | 64                   |           |
| 24 mars                  | Dina Sassoli                           | Actrice de théâtre et de cinéma italienne. | 87                   | (it)      |
| 24 mars                  | Richard Widmark                        | Acteur et producteur américain. | 93                   |           |
| 24 mars                  | Paula Dehelly                          | Actrice française. | 91                   |           |
| 24 mars                  | Boris Dvornik                          | Acteur croate. | 68                   | (en)      |
| 25 mars                  | Séverin Cécile Abega                   | Écrivain et anthropologue camerounais. | 52                   |           |
| 25 mars                  | Art Aragon (en)                        | Boxeur américain. | 80                   | (en)      |
| 25 mars                  | Christian Cabal                        | Homme politique français. Ancien député UMP du département de la Loire. | 65                   |           |
| 25 mars                  | Thierry Gilardi                        | Journaliste français. Commentateur des matches de football et rugby à XV sur TF1. | 49                   |           |
| 25 mars                  | Pilar López Júlvez (en)                | Danseuse et chorégraphe espagnole. | 95                   | (es)      |
| 25 mars                  | Abby Mann                              | Scénariste américain. | 81                   | (en)      |
| 25 mars                  | Josep Benet                            | Historien et homme politique catalan. | 87                   | (es)      |
| 25 mars                  | Norbert Lelubre                        | Poète français. | 95                   |           |
| 26 mars                  | Germain Lemieux                        | Prêtre jésuite, professeur et folkloriste québécois et franco-ontarien. | 94                   |           |
| 26 mars                  | Heath Benedict (en)                    | Joueur américain de football U.S d'origine néerlandaise. | 24                   | (en)      |
| 26 mars                  | Christian Bergelin                     | Homme politique français. Secrétaire d'État à la Jeunesse et aux Sports de 1986 à 1988. | 62                   |           |
| 26 mars                  | Manuel Marulanda                       | Fondateur et chef emblématique du groupe révolutionnaire colombien les FARC. | 77 [réf. nécessaire] |           |
| 26 mars                  | Victor Ruzo                            | Artiste peintre suisse. | 95                   |           |
| 26 mars                  | Erwin Wickert                          | Écrivain et diplomate allemand. | 93                   | (de)      |
| 26 mars                  | Jozef Piedfort                         | Footballeur international Belge. | 77                   | (nl)      |
| 27 mars                  | Jean-Marie Balestre                    | Dirigeant sportif français. Ancien Président de la FIA, de la FISA et de la FFSA. | 86                   |           |
| 27 mars                  | Billy Consolo (en)                     | Joueur puis entraineur américain de baseball. | 73                   | (en)      |
| 27 mars                  | George Pruteanu                        | Écrivain roumain. | 60                   | (ro)      |
| 28 mars                  | Valentino Fois                         | Coureur cycliste italien. | 34                   |           |
| 28 mars                  | Herb Rich (en)                         | Joueur américain de football U.S. | 79                   |           |
| 29 mars                  | Jean Corvilain                         | Ancien directeur du journal Le Soir (1969-1985). | 88                   |           |
| 29 mars                  | Emanuel Mink                           | Combattant des Brigades internationales de la guerre d'Espagne, résistant et déporté français. | 97                   |           |
| 29 mars                  | Rajko Mitić                            | Footballeur, puis entraîneur et sélectionneur serbe. | 85                   | (bo)      |
| 29 mars                  | Myint Thein (en)                       | Homme politique birman. Porte-parole de la Ligue nationale pour la démocratie (opposition). | 62                   |           |
| 30 mars                  | Marie-Françoise Audollent              | Comédienne française. | 70                   |           |
| 30 mars                  | David Leslie                           | Pilote automobile britannique. | 54                   | (en)      |
| 30 mars                  | Richard Lloyd                          | Pilote automobile britannique. Fondateur de plusieurs écuries de course automobile | 63                   | (en)      |
| 30 mars                  | Sergio Luyk                            | Basketeur espagnol. Ancien joueur du Real Madrid. Fils de Clifford Luyk, légende du basket espagnol. | 36                   | (es)      |
| 30 mars                  | Dith Pran                              | Photojournaliste cambodgien. Rescapé des camps de la mort khmers rouges, son histoire est relatée dans le film La Déchirure.                                                                                       | 65                   |           |
| 30 mars                  | René Bezard                            | Ingénieur des mines et producteur de cinéma français. | 87                   |           |
| 30 mars                  | Sean Levert                            | Chanteur américain de R&B. | 39                   | (en)      |
| 30 mars                  | Jim Mooney                             | Dessinateur de comics américain. | 91                   | (en)      |
| 31 mars                  | Nikolaï Baïbakov                       | Homme d'État soviétique puis russe. | 97                   | (ru)      |
| 31 mars                  | Jules Dassin                           | Cinéaste américain. | 96                   | (en)      |
| 31 mars                  | Michel Moretti                         | Journaliste, président de l'AC Ajaccio, club de football. | 47                   |           |
| 31 mars                  | Giuseppe Uncini                        | Sculpteur et artiste peintre italien. | 79                   |           |
| 31 mars                  | Pippa Bacca                            | Artiste Italieenne. | 33                   | (it)      |
| 31 mars                  | Meinrad Hebga                          | Prêtre et anthropologue camerounis. | 79                   |           |